# Proterosuchus
 Proterosuchus là một chi Thằn lằn chúa phân bò sát cung sống vào thời kỷ Tam điệp. 